# Cosmic Avenger
Cosmic Avenger es un shooter de desplazamiento lateral desarrollado por Universal y lanzado como un videojuego de arcade en julio de 1981. Es parte de la primera oleada de shooters con un desplazamiento horizontal forzado después de Scramble y Super Cobra de Konami, los cuales fueron lanzados más temprano ese año. Fue lanzado el mismo mes que Vanguard. Siendo la última entrega de la serie Cosmic de Universal, los jugadores tomarán el control del avión espacial Avenger y, como en Scramble, usarán balas y bombas contra las fuerzas enemigas aéreas y terrestres. El mundo es un solo nivel continuo compuesto por diferentes áreas.
El juego fue porteado a la ColecoVision como uno de sus títulos de lanzamiento en Norteamérica en agosto de 1982. La versión de ColecoVision fue más exitosa que el juego original de arcade, captando una recepción mayormente positiva de parte de los críticos, que elogiaron la acción, los gráficos y los efectos de sonido. Hubo ports de Atari 2600 e Intellivision en desarrollo, los cuales fueron promocionados pero nunca lanzados.

## Jugabilidad
Los jugadores tomarán el control del avión de combate Avenger, guiándolo a lo largo del terreno desplazado horizontalmente esquivando obstáculos. El objetivo principal es obtener puntos destruyendo fuerzas alienígenas. El juego se encuentra dividido en tres secciones, cada una con su propio terreno y obstáculos. No existe ningún intervalo entre las secciones; el juego procede al siguiente terreno nuevo. El juego puede ser jugado por uno o dos jugadores, quienes se turnarán a medida que la nave de cada jugador sea destruida.
La nave puede moverse en cuatro direcciones con la palanca, y los botones disparan láseres y bombas para destruir naves espaciales, misiles antiaéreos, tanques y ovnis. Una visualización del radar en la parte superior de la pantalla muestra a los enemigos entrantes. La nave no tiene un suministro de combustible que se gaste constantemente que requiera ser recargado, permitiéndole a los jugadores enfocarse solamente en los enemigos. Estos tienen patrones de comportamiento específicos y pueden chocar entre ellos. A medida que el juego progrese, los enemigos serán más agresivos y dispararán más rápido. Ocasionalmente, aparecerá una «estación X» en el suelo; si es golpeada, destruirá a todos los enemigos visibles en la pantalla.
Si la nave del jugador es golpeada por el fuego enemigo, choca contra el terreno, los enemigos o el radio de la explosión, se perderá una vida y el jugador volverá a aparecer en el punto de control más cercano que haya alcanzado. Una vez que se hayan perdido todas las vidas, resultará en un game over, aunque los jugadores podrán insertar monedas para seguir jugando sin tener que volver a empezar desde el comienzo.

## Lanzamiento
Cosmic Avenger fue lanzado por primera vez en los arcades por Universal en julio de 1981 como uno de los primeros juegos con un desplazamiento horizontal forzado, con el despertar de Scramble y Supuer Cobra de Konami y tras el lanzamiento del juego de desplazamiento horizontal y vertical de Sega, Space Odyssey, de mayo de 1981. El juego corre en el tablero de arcade 8106 de Universal.
El port de ColecoVision de Nuvatec fue uno de los títulos de lanzamiento de la consola en Norteamérica en agosto de 1982, con un lanzamiento europeo en 1983. Coleco anunció y promocionó versiones de Cosmic Avenger tanto para Atari 2600 como Intellivision, pero ninguna fue lanzada por razones desconocidas. El lanzamiento original de arcade de Cosmic Avenger no fue un éxito, pero obtuvo fama y un público mayor como uno de los títulos de lanzamiento para la ColecoVision, como otros juegos de arcade menos conocidos que ganaron popularidad en las consolas como Lady Bug de Universal.

## Recepción
La versión de ColecoVision de Cosmic Avenger fue reseñada en la revista Video en su columna «Arcade Alley» donde fue descrita como una «gran diversión» y como un juego que «tiene emoción de sobra en sus tres pantallas para satisfacer a cualquier amante de los juegos de acción al estilo arcade». Aunque los analistas señalaran que el juego «no es tan libre como aquellos en los cuales la nave puede moverse tanto a la izquierda como a la derecha», fue elogiado por sus «gráficos hermosos» y se sugirió que Cosmic Avenger podría comenzar con una tendencia de «tiroteo de desplazamiento lateral» en los videojuegos hogareños.  En septiembre de 1982, Arcade Express reseñó la versión de ColecoVision y la puntuó con un 9 de 10. Creative Computing Video & Arcade Games dijo en 1983 que «aunque Cosmic Avenger no fuese muy popular en los arcades, le irá bien a la adaptación de Coleco en el mercado hogareño» y que es una «buena incorporación» a la biblioteca de la consola.

## Reseñas
- Games[17]